# Wetscherni Bischkek
Wetscherni Bischkek (russisch Вечерний Бишкек) ist eine russischsprachige Zeitung aus Bischkek, der Hauptstadt Kirgisistans.

## Geschichte
Die Zeitung erschien erstmals am 1. Januar 1974 unter dem Namen „Wetscherni Frunse“. Als Kirgisistan 1991 unabhängig wurde, wurde die Zeitung in Wetscherni Bischkek umbenannt, analog zur Umbenennung der Stadt. Als die Zeitung 1999 die Pläne des kirgisischen Präsidenten Askar Akajew für eine weitere Amtszeit zu kandidieren als verfassungswidrig bezeichnete, wurden Vermögenswerte des Wetscherni Bischkek beschlagnahmt, nach der Märzrevolution 2005 aber wieder zurückgegeben. In den letzten Jahren setzt die Zeitung verstärkt auf das Internet und soziale Netzwerke.
Zurzeit gehört Wetscherni Bischkek zu den größten Zeitungen Kirgisistans. Neben der klassischen Redaktion hat  die Zeitung ihre Online-Redaktion, die  Dinara Maslowa leitet.